# 劳拉·库蒂纳
劳拉·库蒂纳（羅馬尼亞語：Laura Cutina，1968年9月13日—），生于布加勒斯特，罗马尼亚女子竞技体操运动员。她曾代表罗马尼亚获得1984年夏季奥运会体操比赛女子团体全能金牌。